# Logarska Dolina
Logarska Dolina is een plaats in Slovenië en maakt deel uit van de gemeente Solčava in de NUTS-3-regio Savinjska. De plaats telde 113 inwoners op 1 januari 2020.

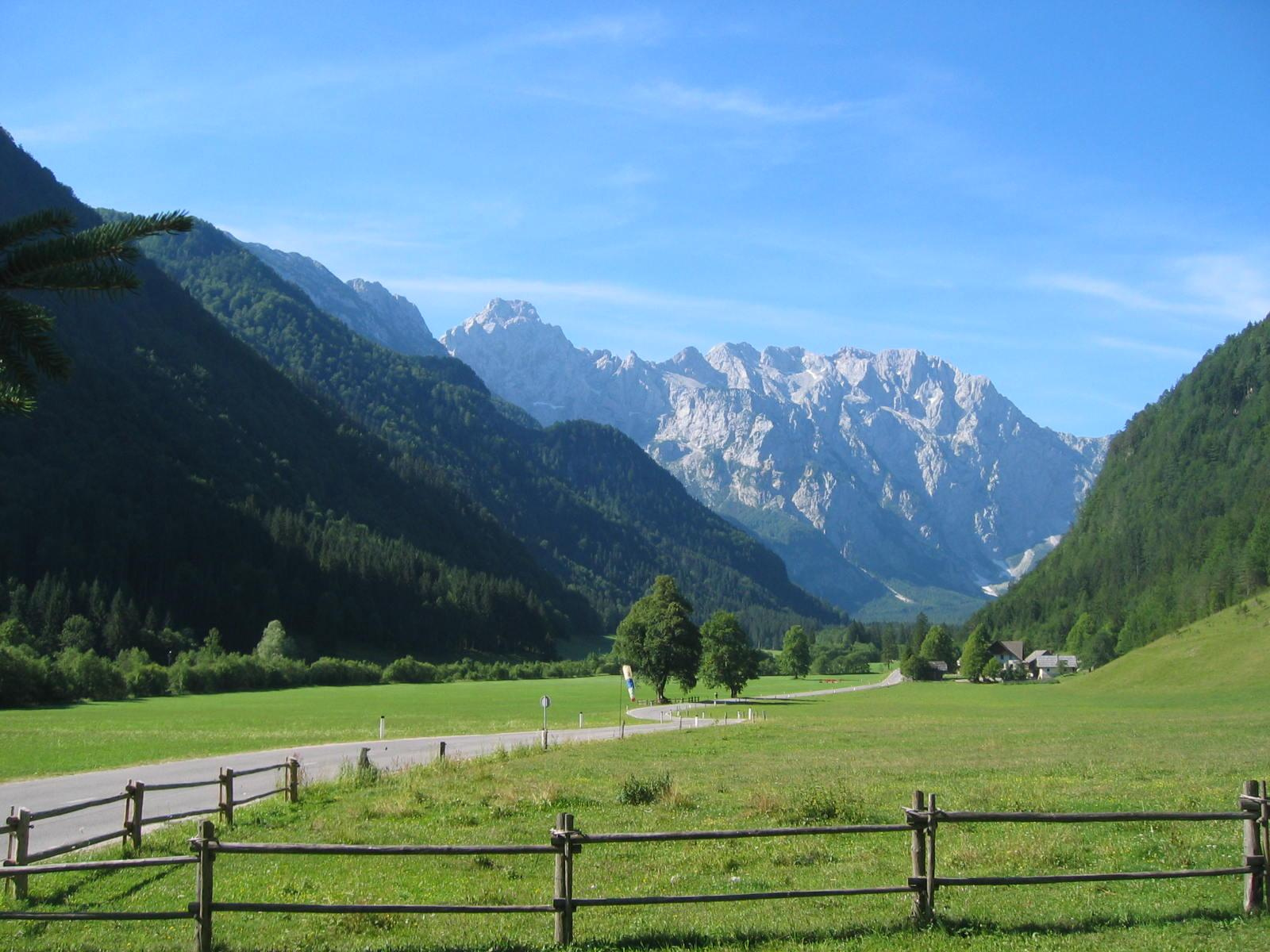
Logarska Dolina